# Лидеры эскадренных миноносцев типа «Эгль»
Лидеры эскадренных миноносцев типа «Эгль» — тип лидеров французского флота времён Второй мировой войны. Развитие лидеров типа «Гепард». Всего построено шесть единиц в серии: «Эгль» (фр. Aigle), «Альбатрос» (фр. Albatros), «Жерфо» (фр. Gerfaut), «Вотур» (фр. Vautour), «Эпервье» (фр. Epervier), «Милан» (фр. Milan).
Официально именовались контр-миноносцами (фр. contre-torpilleurs) и фактически не являлись лидерами эсминцев в традиционном понимании, так как предназначались для действий в однородных соединениях и должны были исполнять функции лёгких крейсеров. Фактически их можно было бы назвать истребителями эсминцев. Не имели прямых аналогов за рубежом. Дальнейшим развитием класса во французских ВМС стали лидеры типа «Вокелен».

## История создания
Лидеры эскадренных миноносцев типа «Эгль» были заказаны по программе 1927 года. Официально заказ на корабли выдали 3 октября 1928 года. Два последних корабля, так называемая группа D были затем перезаказаны по специальной программе 1927 года и имели существенные отличия от систершипов, особенно в энергетической установке.

## Конструкция
| Калибр, мм                                                | 138,6     | 37      | 13,2      |
| Длина ствола в калибрах                                   | 40        | 50      | 76        |
| Масса орудия, кг                                          | 5544      | 300     | 33        |
| Начальная скорость снаряда, м/с                           | 700       | 850     | 800       |
| Максимальная дальность стрельбы/досягаемость по высоте, м | 16 600/ — | 7175/?  | 7200/4200 |
| Масса снаряда, кг                                         | 40,6      | 0,725   | 0,052     |
| Скорострельность, выстр./мин                              | 8 — 10    | 30 — 42 | 180 — 200 |

## Служба
|             | заложен              | спущен               | вступил в строй      | судьба                                                                                                 |
| ----------- | -------------------- | -------------------- | -------------------- | --- |
| «Эгль»      | 8 октября 1928 года  | 19 февраля 1931 года | 10 октября 1932 года | Затоплен в Тулоне 27 ноября 1942 года                                                                  |
| «Альбатрос» | 21 января 1929 года  | 27 июня 1930 года    | 25 декабря 1931 года | Списан 9 сентября 1959 года                                                                            |
| «Жерфо»     | 13 мая 1929 года     | 14 июня 1930 года    | 30 января 1932 года  | Затоплен в Тулоне 27 ноября 1942 года                                                                  |
| «Вотур»     | 30 января 1929 года  | 26 августа 1930 года | 2 мая 1932 года      | Затоплен в Тулоне 27 ноября 1942 года                                                                  |
| «Эпервье»   | 18 августа 1930 года | 14 августа 1931 года | 1 апреля 1934 года   | 8 ноября 1942 года тяжело повреждён британским крейсером «Аврора» в районе Орана и выбросился на берег |
| «Милан»     | 1 декабря 1930 года  | 13 октября 1931 года | 20 апреля 1934 года  | 8 ноября 1942 года тяжело повреждён американскими кораблями в районе Касабланки и выбросился на берег  |

### «Эгль»
Корабль был построен на верфи Ateliers et Chantiers de France-Dunkerque в Дюнкерке. В начале Второй мировой войны входил в состав 1-го дивизиона контр-миноносцев. В марте 1940 года сопровождал из Тулона в Галифакс линкор «Бретань» и тяжёлый крейсер «Альжери», перевозившие золотой запас Банка Франции. Участвовал в набеге на Геную 13—14 июня 1940 года. После капитуляции Франции был выведен в резерв и разоружен. 27 ноября 1942 года затоплен в Тулоне в ходе самоуничтожения французского флота. Поднят итальянскими спасателями, но 24 ноября 1943 года вновь потоплен американскими бомбардировщиками.

## Оценка проекта
Контр-миноносцы типа «Эгль» стали значительным шагом вперед в сравнение с предшествующим типом «Бизон». Улучшеные обводы корпуса и уменьшенный верхний вес способствовали уменьшению валкости и «эгли» стали хорошими артиллерийскими платформами. Заметно выросла и надежность судовых механизмов. Флот не имел особых претензий к турбинам кораблей. Вместе с тем, радиус разворота оставался слишком большим для корабля этого класса. Оснащение контр-миноносцев новыми орудиями резко усилило их огневую мощь. Теперь главный калибр не только использовал тяжелые снаряды, но и имел достаточную скорострельность. Однако характеристики системы управления огнём не вполне соответствовали орудиям и не позволяли в полной мере реализовать огневое превосходство над потенциальным противником, особенно на дальних дистанциях.